# Oral Swigart
Oral Raymond Swigart, Sr. (ur. 9 października 1897 w Columbia City,  zm. 21 czerwca 1973 w Paryżu) – amerykański oficer, kontradmirał (rear admiral) US Navy. W młodości zapaśnik walczący w stylu klasycznym. Olimpijczyk z Antwerpii 1920, gdzie zajął dziewiąte miejsce w wadze lekkiej.
Podczas II wojny światowej dowodził m.in. USS Melville oraz transportem sił desantowych podczas inwazji na Sycylię w 1943, walk o Leyte w 1944 oraz lądowania w zatoce Lingayen w 1945. Otrzymał stopień kontradmirała w 1951.
Odznaczony m.in. Legią Zasługi i Brązową Gwiazdą.

## Letnie Igrzyska Olimpijskie 1920
| Konkurencja        | Rundy eliminacyjne       | Rundy eliminacyjne     | Klas. końcowa |
| Konkurencja        | I runda                  | II runda               | Miejsce       |
| ------------------ | ------------------------ | ---------------------- | ------------- |
| 67,5 kg styl wolny | Walter Ranghieri (ITA) Z | Frits Janssens (BEL) P | 9.            |